# Gornja Podgorja
Gornja Podgorja (cyr. Горња Подгорја) – wieś w Bośni i Hercegowinie, w Republice Serbskiej, w gminie Mrkonjić Grad. W 2013 roku liczyła 45 mieszkańców.